# パスファインダー級海洋観測艦
パスファインダー級海洋観測艦（英語: Pathfinder-class oceanographic survey ship）はアメリカ海軍の海洋観測艦の艦級。運用は海上輸送司令部の文民要員によって行われており、主として海軍気象海洋コマンド（NMOC）の任務に充当されている。

## 来歴
アメリカ海軍は、1960年代にロバート・D・コンラッド級海洋観測艦11隻を建造した。これらは海軍海洋局（NAVOCEANO）で運用されるとともに、多くの艦が大学などの研究機関に貸与されて海洋学の発展に寄与したが、老朽化に伴って1980年代末より退役を開始した。このことから、コンラッド級のうち海軍で運用されていた艦の後継として計画されたのが本級である。
まず1990年度計画で2隻の建造が認可されたのち、更に、1991年・1994年・1996年・1999年度計画で1隻ずつが追加された。

## 設計

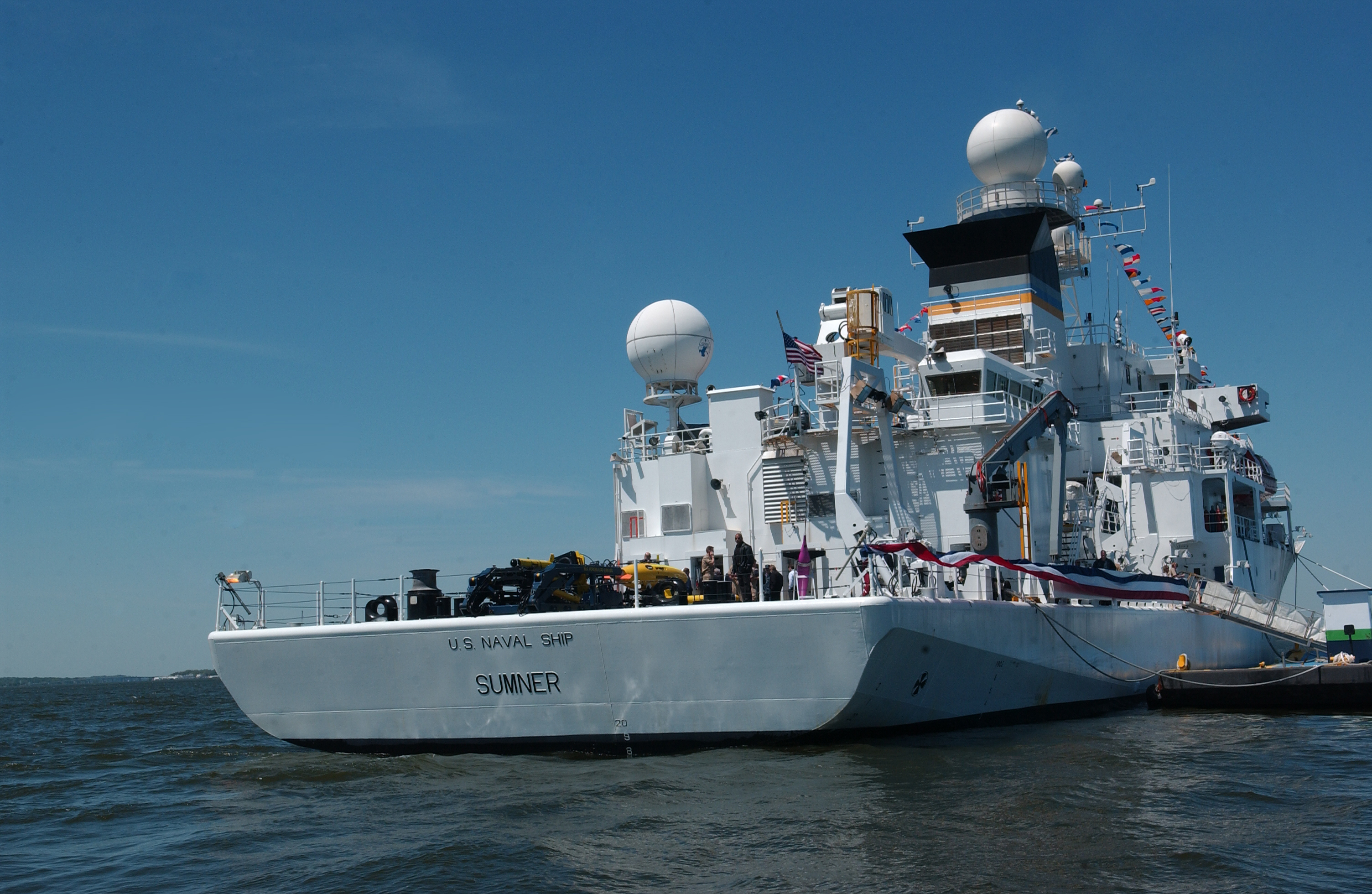
艦尾側

設計面では、おおむね、先行するトーマス・G・トンプソン級海洋観測艦の発展型となっており、船型も同じ長船首楼型とされた。主推進器はZドライブであるため、舵はない。主機関にはディーゼル・エレクトリック方式を採用している。ディーゼル発電機械としては、EMD 16-645F7Bディーゼル原動機（3,505 bhp）とベイラー855 VUV-372発電機（2,435 kW）を2セット、EMD 12-645F76Bディーゼル原動機（2,550 bhp）とベイラー855 PUV-372発電機（1,822 kW）を2セット、搭載している。また推進器としてはGE CDF 1944型アジマススラスター2基、またFS500-234MNRサイドスラスター（1,500 shp）を備えている。これらの推進発電機は艦内負荷用と共用化されて統合電気推進方式とされており、また特に静粛性が要求される調査研究の場合には、甲板上に静音発電機を設置することもできる。なお安定化のため減揺タンクを備えている。
研究室区画は、主研究室（232 m2）、ウェットラボ（16.8 m2）、中間準備ベイ（32.5 m2：ウェットラボおよび作業甲板と連続）、ドライラボおよび生化学研究室（28.2 m2）、暗室（5.9 m2）、検塩・環境制御室（7.4 m2）、調査用冷凍庫（7.4 m2）、電機調整室（18.6 m2）、製図室（22.3 m2）、調査機器保管庫（217.2 m2）、図書室・会議室（32.5 m2）から構成されている。艦尾甲板は作業甲板（325 m2）とされており、多用途クレーン3基とウインチ5基を備えている。また7番艦は船体を7.315メートル延長して、ROVの投入・揚収用のムーンプール（27.87 m2）を設けている。
海洋音響装置としては、シムラッドEM121Aマルチビーム測深機（12キロヘルツ）、BATHY-2000型測深機（12/33キロヘルツ）および深海表層探査機（3キロヘルツ）、VM-0150超音波式多層流向流速計（150キロヘルツ）、シービーム2100シリーズ マッピング装置、DWS曳航式反射法探査システムを備えている。

## 同型艦
| #        | 艦名                                                  | 起工       | 就役       |
| -------- | ----------------------------------------------------- | ---------- | ---------- |
| T-AGS-60 | パスファインダー USNS Pathfinder                      | 1992年8月  | 1994年12月 |
| T-AGS-61 | サムナー USNS Sumner                                  | 1992年11月 | 1995年5月  |
| T-AGS-62 | ボーディッチ USNS Bowditch                            | 1993年8月  | 1996年7月  |
| T-AGS-63 | ヘンソン USNS Henson                                  | 1995年10月 | 1998年2月  |
| T-AGS-64 | ブルース・C・ヘーゼン USNS Bruce C. Heezen            | 1997年8月  | 2000年1月  |
| T-AGS-65 | メアリー・シアーズ USNS Mary Sears                    | 1999年7月  | 2001年12月 |
| T-AGS-66 | モーリー USNS Maury → マリー・サープ USNS Marie Tharp | 2011年2月  | 2016年2月  |
| T-AGS-67 | ロバート・バラード USNS Robert Ballard                | 2020年8月  |            |